# Dům Štěpánka Netolického
Dům Štěpánka Netolického je architektonicky významný objekt v centru města Třeboně. V jádře  goticko-renesanční dům je pojmenován po svém majiteli, rybníkáři Josefu Štěpánku Netolickém, který dům vyženil. Od roku  1963 je dům památkově chráněn.

## Historie
Dům má gotické základy. Zásadní přestavbou prošel v druhé polovině 16. století, jehož renesanční dispozici si zachoval do současnosti. V 17.,  18. a 19. století došlo v objektu k mnoha různým opravám, které sice nebyly rozsáhlé, ale mnohdy negativně ovlivnily stavební historii domu.
Během radikální rekonstrukce domu v 50. letech 20. století došlo k velkému poškození nástěnných maleb ve schodišťové síni. V 70. letech byla rekonstruována přední část domu, a v 80. letech zde byla zřízena obřadní síň. Tato modernizaci způsobila zánik některých historických konstrukcí a architektonických prvků.

## Současnost

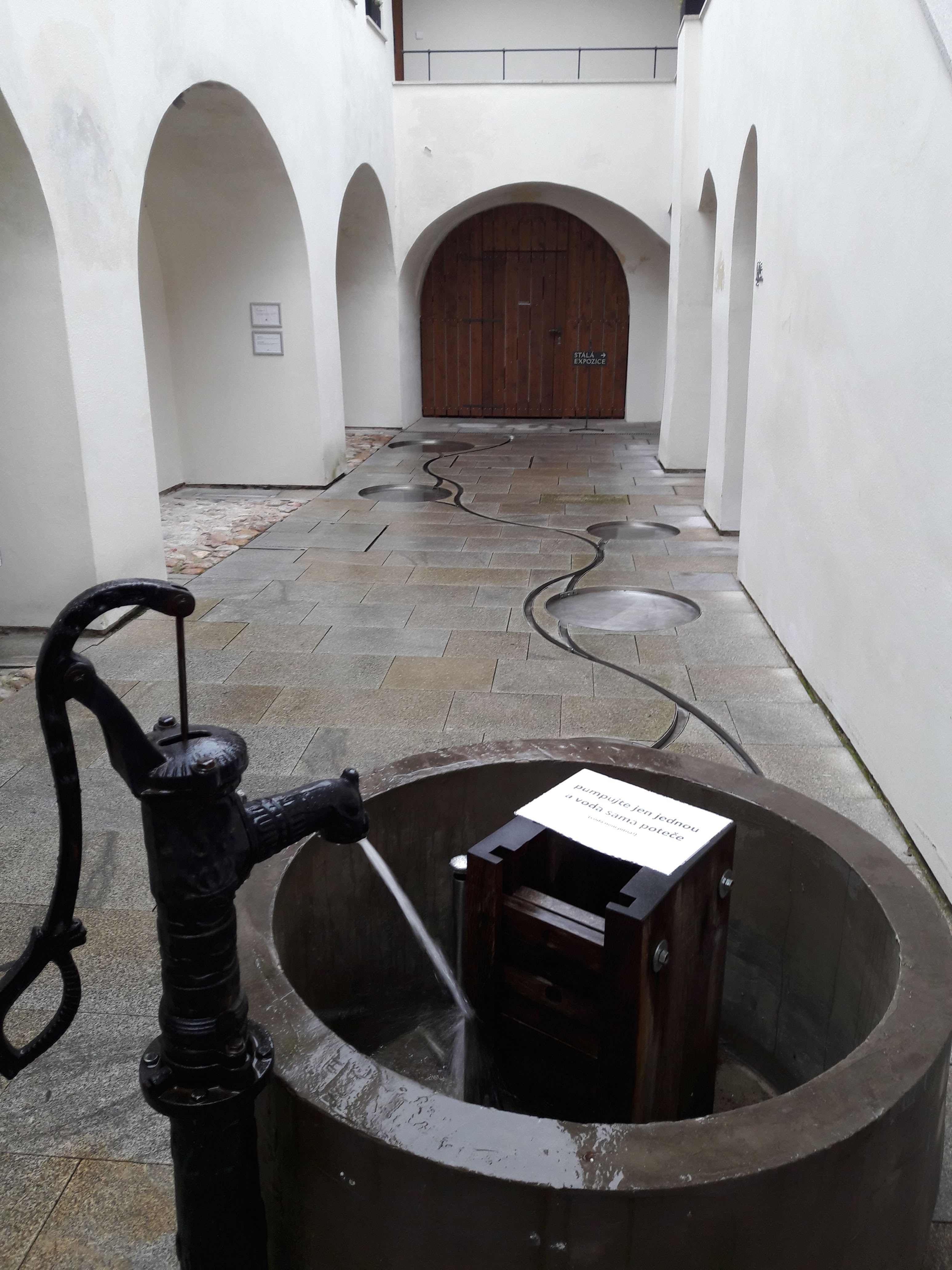
Interaktivní vodní model Zlaté stoky

V roce 2015 byl dům kompletně rekonstruován, náklady se pohybovaly kolem 23 milionů. Realizace projektu byla provedena díky dotaci z evropských fondů. Dům byl slavnostně otevřen 19. ledna 2016. Lze v něm spatřit několik vzorů hřebínkových kleneb, například lehce atypickou hřebínkovou klenbu vycházející z gotické síťové klenby, sál s renesančními nástěnnými malbami sedmi svobodných umění, mázhaus, gotické sklepení, průjezd do dvora, pavlač na krakorcích, hospodářskou budovu a studnu, která byla společná dvěma sousedním domům.
Dnes je v domě umístěno Centrum Třeboňského rybníkářského dědictví se stálou interaktivní expozicí věnovanou rybníkářství a především osobnosti a dílu Štěpánka Netolického. Návštěvníci si zde mohou prohlédnout nejstarší dokumenty, rybářské náčiní nebo originály velkoplošných map s tematikou rybníkářství. V expozice je i model renesančního domu s popisy jednotlivých místností. Součástí výstavy je také interaktivní vodní model: do dlažby dvorku jsou zapuštěny malé nádrže představující rybniční soustavu a kanálek symbolizující Zlatou stoku, návštěvník pak může pomocí hrazení ovlivňovat průtok vody modelovou Zlatou stokou a jednotlivými rybníky. Dům nabízí také jedinečné galerijní prostory, konají se zde přednášky, tvůrčí dílny, workshopy a různé kulturní akce.

#### Výstavy 2020
- 5.07.2020 - 26.09.2020 probíhá výstava Sedum ukazující tvorbu výtvarníků spjatých s animovaným filmem. Jednou z vystavujících je Maria Axamitová, která se podílela na veřerníčku Štaflík a Špagetka. V určité dny lze vidět i promítání autorských animovaných filmů.[6]

### Různé
- Objekt je díky výtahu cele přístupný pro vozíčkáře i pro dětské kočárky.